# IC 602
IC 602 је спирална галаксија у сазвјежђу Лав која се налази на листи објеката дубоког неба у Индекс каталогу.
Деклинација објекта је + 7° 2' 57" а ректасцензија 10h 18m 19,6s. Привидна величина (магнитуда) објекта IC 602 износи 13,0 а фотографска магнитуда 13,7. IC 602 је још познат и под ознакама UGC 5561, MCG 1-26-34, CGCG 36-89, IRAS 10157+0717, ARAK 237, KCPG 230B, PGC 30090.